# Liberale (Finland)
De Liberale (finsk: Liberaalit) var et liberalt parti i Finland, der opererede fra 1965-2011. Det blev grundlagt i 1965 som en genforening af Folkepartiet Finland og Liberal liga. Oprindeligt var navnet Liberal Folkeparti (finsk: Liberaalinen Kansanpuolue), men fra 2000-2011 gik partiet under navnet Liberaalit.
Partiet blev fjernet fra partiregistret i 2007 efter at have mislykkedes med at vinde en plads i Finlands rigsdag ved to rigsdagsvalg i træk. I 2011 blev det nedlagt som et politisk parti, men fortsatte sit grundlæggende ideologiske grundlag som en uafhængig tænketank.

## Ledere
- 1965–1968 Mikko Juva
- 1968–1978 Pekka Tarjanne
- 1978–1982 Jaakko Itälä
- 1982–1984 Arne Berner
- 1984–1990 Kyösti Lallukka
- 1990–1992 Kaarina Koivistoinen
- 1992–1993 Kalle Määttä
- 1993–1995 Tuulikki Ukkola
- 1995–1997 Pekka Rytilä
- 1997–2000 Altti Majava
- 2000–2001 Oili Korkeamäki
- 2001–2005 Tomi Riihimäki
- 2005–2008 Ilkka Innamaa
- 2008–2011 Kimmo Eriksson
- 2011-2011 Jouni Flemming